# Cladycnis
Cladycnis is een monotypisch geslacht van spinnen uit de  familie van de kraamwebspinnen (Pisauridae).

## Soort
- Cladycnis insignis Lucas, 1838